# Mulholland Drive

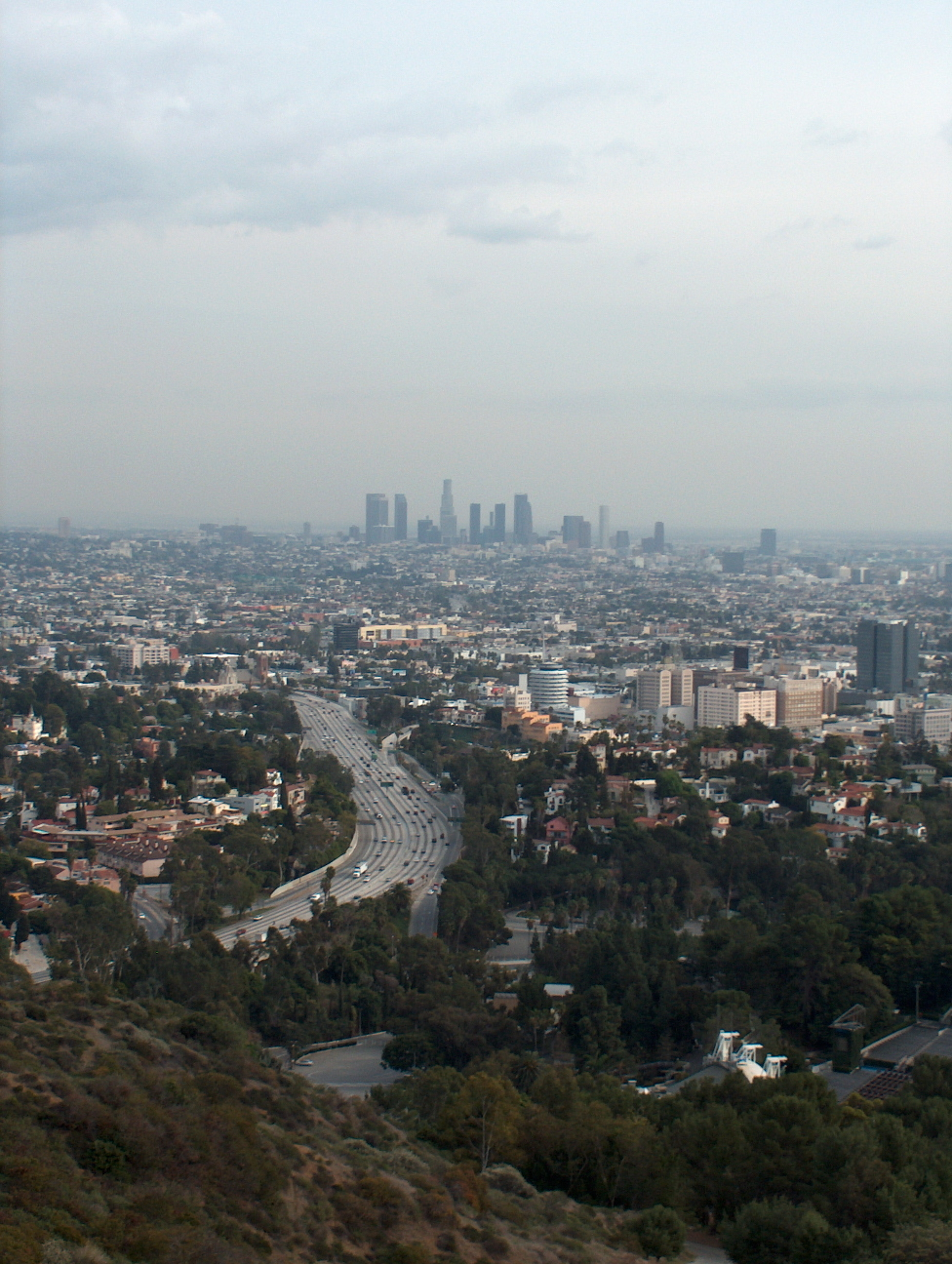
Vista de Hollywood e do centro de Los Angeles a partir da Mulholland Drive

Mulholland Drive é uma estrada ao leste das montanhas de Santa Mônica no Sul da Califórnia. Seu nome é oriundo de um dos pioneiros da engenharia civil de Los Angeles, William Mulholland. A estrada aparece em inúmeros filmes, canções e romances. David Lynch, cujo filme Mulholland Drive está "recheado" com a atmosfera da estrada, disse uma vez que nela é possível sentir a "história de Hollywood".

## História
A maior parte da estrada, de Cahuenga Pass em Hollywood até o Oeste da Sepulveda Pass, foi originalmente chamada de Mulholland Highway e foi inaugurada em 1924. Ela foi construída por uma associação de investidores que estavam investindo em Hollywood Hills. DeWitt Reaburn, o engenheiro responsável pelo projeto, disse durante a construção: "A Mulholland Highway será uma das mais famosas e mais movimentadas estradas nos Estados Unidos."

## Geografia

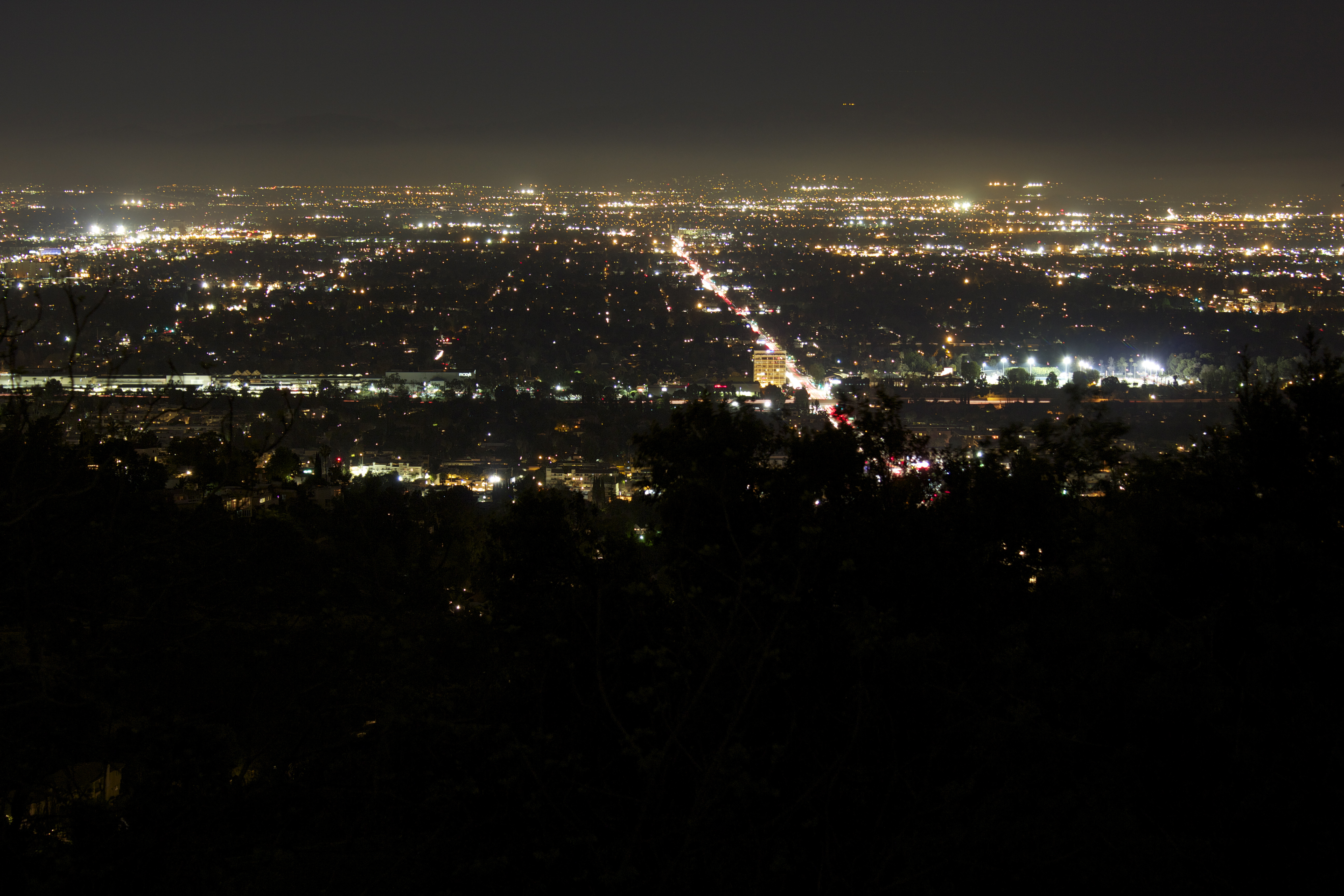
Vale de San Fernando de noite, visto da Mulholland Drive

A rodovia com comprimento de 21
-milha (34 km) , conta com pistas duplas e vias arteriais que seguem o cume leste das Montanhas de Santa Mônica e a Hollywood Hills.
Conecta duas partes da U.S. Route 101, e cruza as ruas: Sepulveda Boulevard, Beverly Glen Boulevard, Coldwater Canyon Avenida, Laurel Canyon Boulevard, Nichols Canyon Road, e a Outpost Drive.
A estrada oferece vistas espectaculares da Bacia de Los Angeles, do Vale de San Fernando, do centro de Los Angeles e do letreiro de Hollywood.
Na Mulholland Drive estão algumas das mais exclusivas e mais caras casas do mundo.